# Madaillan
Madaillan település Franciaországban, Lot-et-Garonne megyében. Lakosainak száma 664 fő (2022. január 1.). Madaillan Colayrac-Saint-Cirq, Foulayronnes, Laugnac, Lusignan-Petit, Prayssas és Saint-Hilaire-de-Lusignan községekkel határos.

## Népesség
A település népességének változása:
| Lakosok száma | 506  | 465  | 489  | 566  | 638  | 656  | 651  | 651  | 662  | 664  |
|               | 1968 | 1982 | 1990 | 2006 | 2013 | 2015 | 2017 | 2019 | 2020 | 2022 |